# Collie
För andra betydelser, se Collie (olika betydelser).
Collie är en hundras från Skottland i Storbritannien. Den räknas till vallhundarna och brukshundarna, men är vanligast som sällskapshund. Collien har hört till de populäraste hundraserna i flera länder. I dag har populariteten minskat och rasen är liten i förhållande till hur stor den var under 1960- och 70-talen.

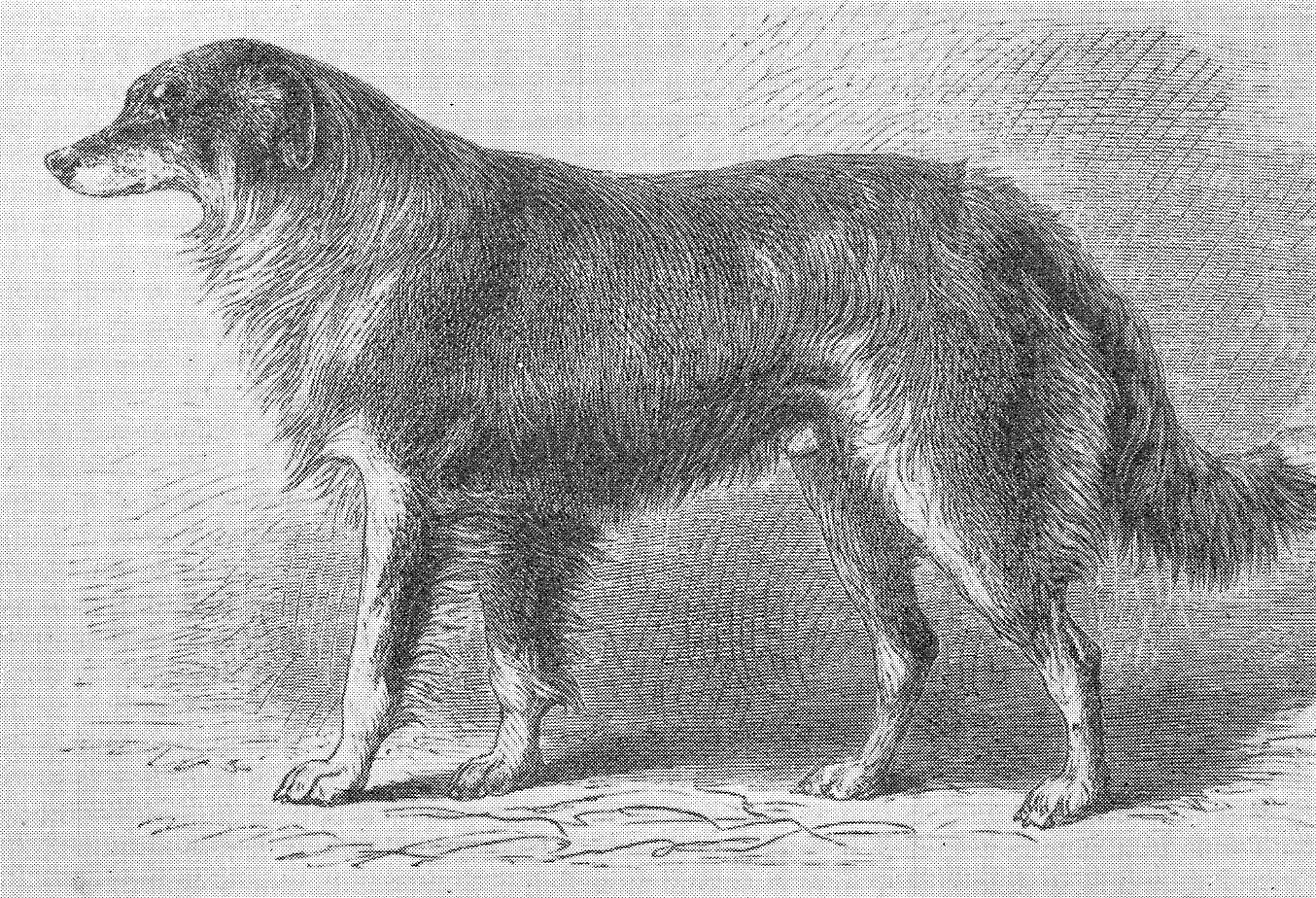
Carlyle, den lantrascollie och den av colliens stamhundar som främst anses ha bidragit med den långa nosen, från Hugh Dalziels "The collie" 1888.

## Historia
Colliens ursprung är skotska vallhundar av lantras liknande dagens border collie. Upphovet till namnet collie tros vara att en fårras med svarta huvuden kallades colley sheep och hundarna som vallade dem för colley dogs. Colley är härlett ur engelskans coal (kol). En annan teori är att namnet kommer från det gaeliska ordet cuilein, med tilltalsformen culyie, som betyder valp.

Bondbröllop av Pieter Brueghel den yngre, Hallwylska museet.

På målningen ovan syns en sobelfärgad gårdshund av fårhundstyp med hängande öron, inte helt olik dagens collie.
Första gången Scotch Sheep Dog ställdes ut var 1860 i Birmingham och med det började rasens popularitet också att öka, bland annat med stor hjälp av drottning Viktoria (1819-1901) och hennes uppfödning av korthåriga collies. Avel för att få fram de vackraste hundarna tog fart och rasen förädlades relativt snabbt till en vacker showhund snarare än den robusta arbetande hund den tidigare varit.
Den största förändringen skedde mellan åren 1870 och 1880 och det har funnits spekulationer om hur engelsmännen lyckades göra om collien så snabbt och om ifall setter och borzoi bidragit till colliens nya utseende. Några belägg för främmande inkorsning finns inte, däremot vet man ungefär vilka lantcollies av okänd härstamning som ligger till grund för dagens collie. Dessa är inte fler än ett tiotal hanhundar och fyra - fem tikar som var och en bidragit med olika egenskaper, till exempel lång nos, högt ansatta, övervikta öron och välformad bepälsning. 1895 började man i stamboken skilja på korthårig och långhårig collie.

## Egenskaper
Även om det idag inte startar många collie på bruksprov är det arbetet som är deras bakgrund i Sverige. Collien var den första importerade bruksrasen och 1905 blev collien lanserad som "sanitetshund", d.v.s. räddningshund. Rasens bakgrund som vallhund gjorde att den passade utmärkt som tjänstehund; den var lättlärd, följsam och hade en exteriör som gynnade den i arbetet. De entusiaster som främst verkat för sanitetshundväsendet var kapten Eric Liliehöök och fanjunkare A. Ottergren. Den förre köpte sina hundar Barry och Nellie, färdigdresserade från Tyskland, medan Ottergren fick sin King Boy från Danmark.
Under första världskriget användes hundarna bland annat av den brittiska armén och deras uppgift var att leta upp sårade och leda sjukvårdspersonal till dem. Dess behagliga sätt har också gjort den populär som sällskaps- och familjehund, vilket den till största delen används som idag.

## Utseende

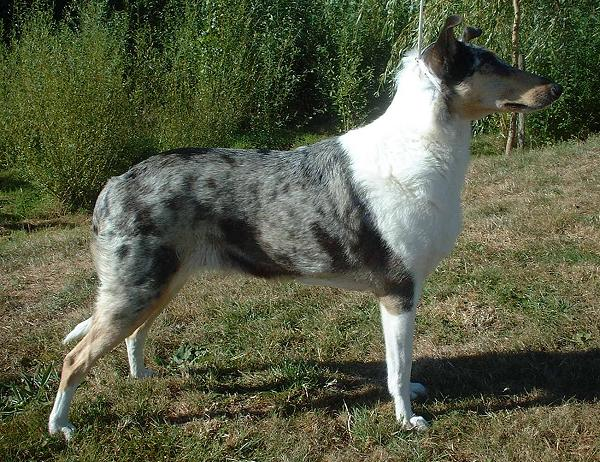
Korthårig collie.

Det som benämns som tydligast i standarden är colliens vackra, snälla och drömmande uttryck. Colliens kroppsbyggnad är rektangulär, och colliens trav ska inte påminna om någon av de övriga i brukshundgruppen. Rasen har sitt alldeles speciella och karaktäristiska rörelseschema, vilket med sin lätthet snarare liknar rävens trav. I likhet med denne är collien en "singletracker" - den sätter i snabb trav fötterna nära varandra, vilket är normalt för denna typ av travare.
Collien finns i tre färger och två hårlag. Färgerna kallas sobel, trefärgad och blue merle. Hårlagen är långhårig och korthårig. Mankhöjden för en hanhund är 56–61 cm och mankhöjden för en tik är 51–56 cm. Collien ska ha tippade öron enligt rasstandarden. En tredjedel av örat ska tippa fram medan två tredjedelar ska stå upp. 

## Collien i fiktion
Den mest kända collien på film och TV är Lassie.